# Drakoo
Drakoo est une maison d'édition française de bande dessinée, spécialisée dans les genres de l'imaginaire. Elle a été fondée en 2019 à Aix-en-Provence par Christophe Arleston et Olivier Sulpice, et est rattachée au groupe Bamboo. Drakoo publie depuis 2020 entre 20 et 30 albums par an.

## Histoire
En 2018, le groupe Delcourt décide d'arrêter la publication de Lanfeust Mag dont Christophe Arleston était le fondateur et rédacteur en chef. Parallèlement, Olivier Sulpice, dirigeant du groupe Bamboo, lui fait part de son désir de fonder ensemble une maison d'édition de bande dessinée dédiées aux mondes de l'imaginaire, genre de prédilection de Christophe Arleston.
Les Éditions Drakoo naissent de cette situation en 2019. Le nom contient deux « oo » en référence au groupe « Bamboo », mais aussi au latin « draco », Christophe Arleston étant parti du principe que le dragon est l'élément le plus emblématique de la fantasy. La maison d'édition voit le jour au Gottferdom Studio, qui fut le siège de Lanfeust Mag pendant 20 ans, et Christophe Arleston fédère autour de lui nombre d'auteurs ayant auparavant publié dans les pages du journal, tels que Isabelle Bauthian, Serena Blasco, Rebecca Morse, Philippe Pellet, Audrey Alwett, Rutile, Dominique Latil, Dana Dimat, Mara ou Bruno Bessadi. Il fait également appel à des romanciers qu'il initie au scénario comme Pierre Pevel, Olivier Gay, Gabriel Katz ou Aurélie Wellenstein.

## Collections
Drakoo publie pour l'instant de la fantasy, du fantastique et de la science-fiction, à destination d’un public adulte et jeunesse. Très rapidement, la maison d'édition connait ses premiers grands succès avec notamment Le Grimoire d'Elfie (MiniLudvin au dessin, Christophe Arleston et Audrey Alwett au scénario), Le Danthrakon (Olivier Boiscommun au dessin et Christophe Arleston au scénario), Les Artilleuses (Étienne Willem au dessin et Pierre Pevel au scénario) et Le Jardin des Fées (Nora Moretti au dessin et Audrey Alwett au scénario).

## Engagement
Très engagé pour les droits des auteurs en tant que membre fondateur de la Ligue des Auteurs Professionnels, Christophe Arleston a initié en accord avec Olivier Sulpice des pourcentages particulièrement élevés en faveur des auteurs, créant une petite révolution dans le milieu de l'édition,. Olivier Sulpice a étendu ces conditions favorables à l’ensemble du groupe.